# یاسومیچی کوشیدا
یاسومیچی کوشیدا (انگلیسی: Yasumichi Kushida; ۶ ژوئن ۱۹۷۶ – ۱ آوریل ۲۰۲۳) صداپیشه اهل ژاپن بود.